# غالينا فيشنفسكايا
غالينا بافلوفنا فيشنفسكايا (الروسية:Гали́на Па́вловна Вишне́вская ؛ 25 أكتوبر 1926 - 11 ديسمبر 2012) هي مغنية أوبرا سوبرانو روسية وعازفة. تم تسميتها فنانة الشعب في الاتحاد السوفياتي في عام 1966. كانت زوجة مستيسلاف روستروبوفيتش. وأم لابنتيهما أولغا وإيلينا روستروبوفيتش.

## نشأتها
ولدت في مدينة لينينغراد (استعادت المدينة اسمها الأصلي سانتط بترسبورغ). ربتها جدتها من أبيها في مدينة كرنشتات. اكتشفت الموسيقى أثناء طفولتها، حين أهدتها أمها غراموفون ، وتسجيلا لأوبرا لبيتر إليتش تشايكوفسكي.

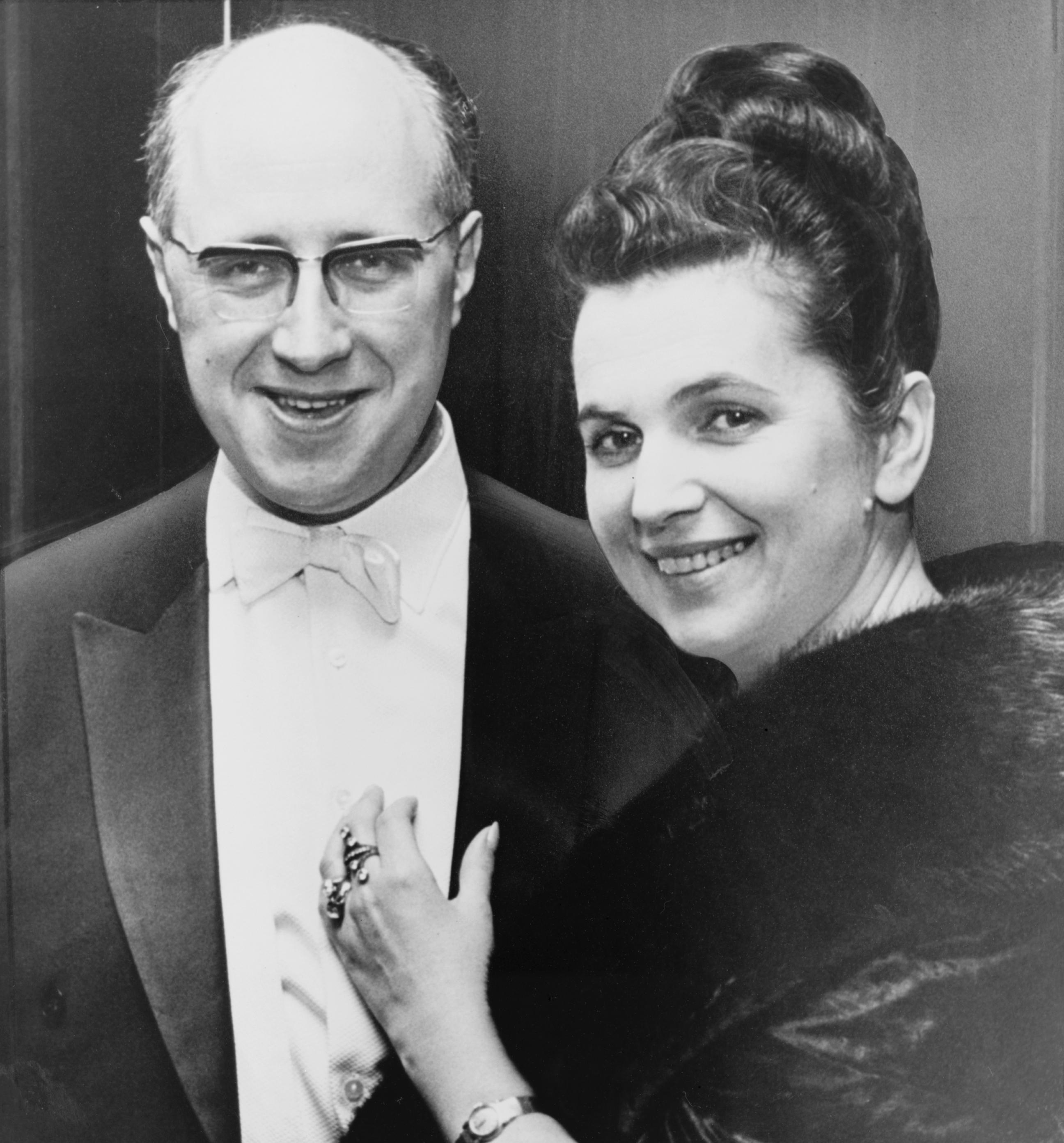
غالينا فيشنفسكايا مع زوجها مستيسلاف روستروبوفيتش